# دانييلا سيبيدا
دانييلا سيبيدا هي عارضة إكوادورية، ولدت في 8 أبريل 1995 في غواياكيل في الإكوادور.